# Monts du Limousin
Die Monts du Limousin bilden kein einzelnes homogenes Gebirgsmassiv, sondern werden aus mehreren, geographisch und geologisch einander ähnelnden Teilmassiven aufgebaut, welche durch eine Abfolge von Tälern und Plateaus miteinander in Verbindung treten. Sie befinden sich in der Region Nouvelle-Aquitaine bzw. in der jetzt historischen Provinz des einstigen Limousins, Frankreich.

## Geographie
Die Monts du Limousin setzen sich wie folgt aus folgenden Teilmassiven zusammen:
- den Monts de Châlus 45° 35′ 40″ N, 1° 3′ 8″ O
(inklusive der Höhenlagen des Périgord vert)
- den Monts de Fayat 45° 35′ 25″ N, 1° 21′ 5″ O
- dem Massiv des Mont Gargan 45° 37′ 12″ N, 1° 38′ 53″ O
- dem Massif des Monédières 45° 28′ 17″ N, 1° 50′ 32″ O
- dem Plateau de Millevaches 45° 47′ 7″ N, 1° 59′ 42″ O

Die Monts de Fayat sind in die Plateaufläche des Limousins (Plateau du Limousin) eingebettet, welches die Hälfte des Départements Haute-Vienne und ein Viertel des nordwestlichen Départements Corrèze einnimmt. Das Plateau de Millevaches nimmt für sich ein Drittel der Monts du Limousin in Anspruch. Es stellt jedoch keine perfekte Plateauhochfläche dar, sondern ist vielmehr aus einem wirren Durcheinander von Tälern und Hügeln zusammengesetzt.
Das kleine, im Département Charente liegende Massif de l’Arbre bildet die Verlängerung der Plateaufläche des Limousins und auch der Monts de Châlus nach Westen. Es wird folglich geographisch noch zu den Monts du Limousin gerechnet.
Von den Monts de la Marche im Norden sind die Monts du Limousin durch das Tal der Vienne getrennt. Die Agglomeration von Limoges liegt daher auf halbem Weg zwischen beiden Massiven.
An die Monts du Limousin schließen sich landschaftsgeographisch im Westen das Angoumois an, im Süden der Bas-Périgord (mit Périgord Blanc et Périgord Noir), das Becken von Brive, der Causse corrèzien, das Tal der Dordogne sowie weiter im Osten die Monts du Cantal, die Monts Dore, die Combraille und – falls das Plateau de Millevaches berücksichtigt wird – das Plateau de la Courtine.

## Geologie

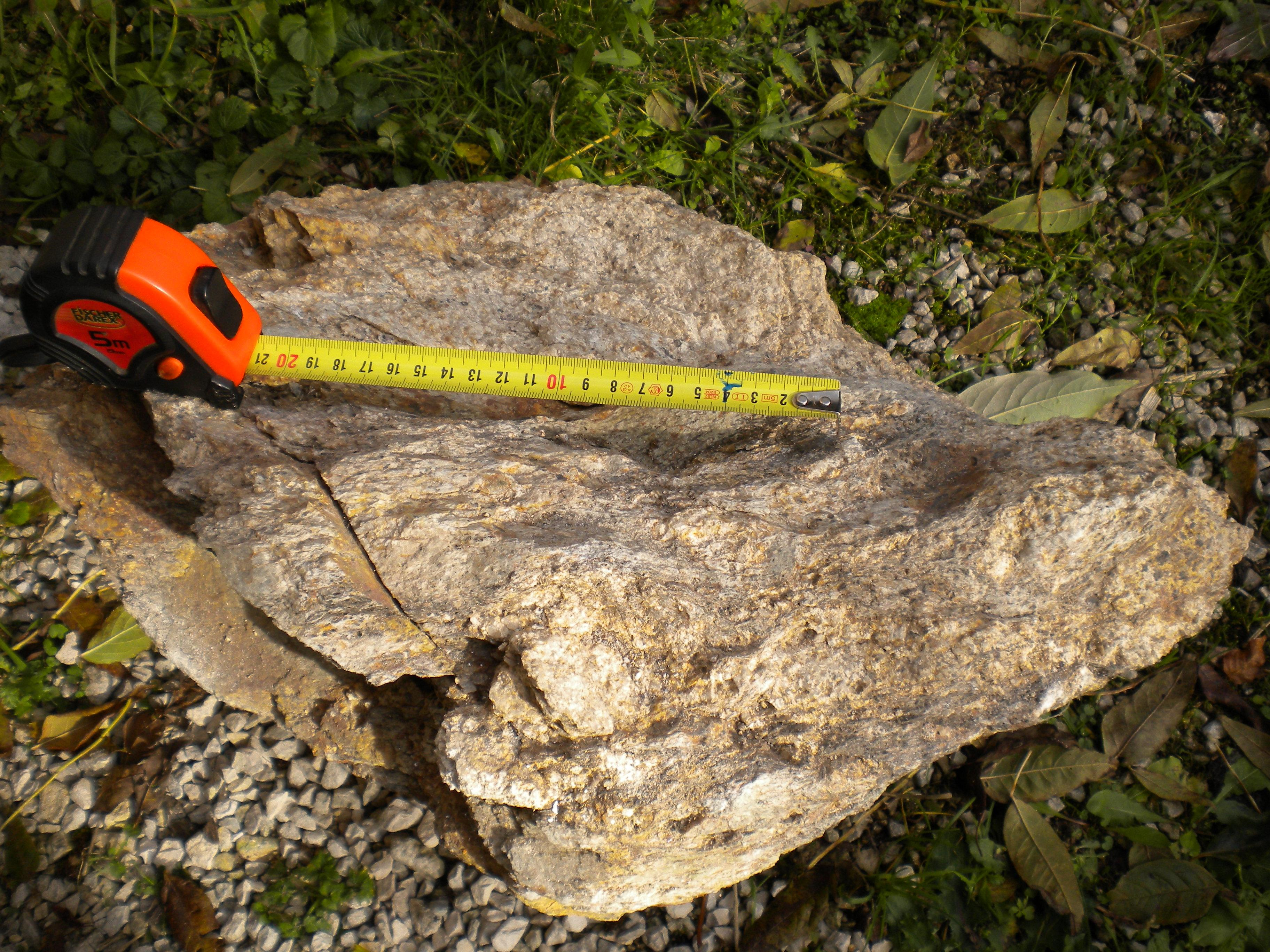
Anatektischer Roussines-Granit aus dem Massif de l’Arbre

Der geologische Untergrund der Monts du Limousin ist vollkommen kristallin und besteht aus variszischem Grundgebirge des Massif Central. Anstehend sind Glimmerschiefer, Gneise, Amphibolite, Serpentinite und Granite. Der strukturelle Aufbau ist recht komplex, da wir uns in der Ligéro-Arvernischen Zone und somit im Herzen des variszischen Orogens mit sehr hohen Metamorphosegraden befinden.
Die Monts du Limousin verfügen über zwei parautochthone Aufwölbungen, den Saint-Mathieu-Dom am Westrand und das Plateau des Millevaches im Osten. In der dazwischenliegenden Einsattelung liegen übereinander zwei Gneisdecken – die Untere Gneisdecke und die Obere Gneisdecke. Die Untere Gneisdecke wurde westwärts auf den Saint-Mathieu-Dom aufgeschoben und ihrerseits von der Oberen Gneisdecke überfahren. Beide Gneisdecken sind geologisch sehr ähnlich und bestehen vorwiegend aus Augengneisen, Paragneisen und diversen Leptyniten. Die Obere Gneisdecke enthält außerdem einen recht bedeutenden Ophiolithhorizont – Überrest des einstigen subduzierten Limousin-Ozeans. Auch in die Basis der unteren Gneisdecke sind Serpentinite eingeschuppt (Merlis-Serpentinite), sie sind aber im Vergleich mit den Vorkommen in der Oberen Gneisdecke wesentlich unbedeutender.
Die Überschiebungstektonik war in diesem Bereich des Zentralmassivs durch die erfolgte Kollision von Armorica mit abgescherten Fragmenten Laurussias bereits vor 380 bis 360 Millionen Jahren im Oberdevon zu Ende gegangen, setzte sich aber anschließend in den Süden des Zentralmassivs bis zur endgültigen Kollision mit Gondwana um 300 Millionen Jahren weiter fort.
Verschiedene Granittypen – vorwiegend Leukogranite, aber auch kalkalkalische Monzonite und Granodiorite – drangen dann um 300 Millionen Jahren gegen Ende des Oberkarbons sowohl in das Parautochthon als auch in die Gneisdecken ein, insbesondere wurden die parautochthonen Glimmerschiefer der beiden Domstrukturen sehr stark granitisiert. So besteht das nördliche Plateau des Millevaches zu rund 90 Prozent aus Granitoiden.